# Temporada da Indy Lights de 1990
A temporada da Indy Lights de 1990 foi a quinta da história. O campeonato foi gerido pela CART, e em sua pirâmide de importância ocupava a terceira fileira, atrás da IndyCar e da Atlantic Championship Series.
A competição continuou com o programa de aumento do calendário, e dessa vez contou com quatorze etapas, e percorreu os Estados Unidos e o Canadá. O campeão foi o canadense Paul Tracy da Landford, que venceu nove corridas no ano, estabelecendo o novo recorde da categoria.
O vice-campeão foi o americano Ted Prappas, que fez o caminho inverso da pirâmide dos monopostos americanos, já que em 1986 tinha se sagrado campeão da Fórmula Atlantic, porém sem conseguir lugar na IndyCar, viu-se obrigado a voltar-se para as categorias de base, no caso, a Indy Lights. Prappas venceu apenas uma corrida na competição, justamente o encerramento da temporada em Laguna Seca.
O certame não contou com brasileiros, que nessa época, ainda focavam nas categorias de base europeias como a Fórmula 3 Britânica.

## Equipes e pilotos
Este gráfico reflete apenas as combinações confirmadas e citadas de piloto, motor e equipe.
| Equipe                  | Chassis           | Motor | Pneus | No. | Piloto(s)           | Etapa(s)         |
| ----------------------- | ----------------- | ----- | ----- | --- | ------------------- | ---------------- |
| Landford Racing         | March Engineering | Buick | G     | 3   | Paul Tracy          | Todas            |
| Landford Racing         | March Engineering | Buick | G     | 4   | Tom Christoff       | Todas            |
| P.I.G. Racing           | March Engineering | Buick | G     | 33  | Ted Prappas         | Todas            |
| P.I.G. Racing           | March Engineering | Buick | G     | 6   | P. J. Jones         | Todas            |
| Evergreen Racing        | March Engineering | Buick | G     | 23  | Mark Smith          | Todas            |
| Evergreen Racing        | March Engineering | Buick | G     | 59  | Cheryl Glass        | 13-14            |
| Leading Edge Motorsport | March Engineering | Buick | G     | 9   | Robbie Buhl         | Todas            |
| Leading Edge Motorsport | March Engineering | Buick | G     | 10  | Peter Lockhart      | 1-2              |
| Groff Motorsports       | March Engineering | Buick | G     | 11  | Robbie Groff        | 1-9 e 11-14      |
| Groff Motorsports       | March Engineering | Buick | G     | 12  | Arthur Abrahams     | 1                |
| Bradley Motorsports     | March Engineering | Buick | G     | 19  | Mike Snow           | Todas            |
| Bradley Motorsports     | March Engineering | Buick | G     | 14  | Dale Evans          | 14               |
| McNeil Motorsports      | March Engineering | Buick | G     | 20  | Mark Rodrigues      | Todas            |
| McNeil Motorsports      | March Engineering | Buick | G     | 21  | Cathy Muller        | 1-8              |
| Genoa Racing            | March Engineering | Buick | G     | 76  | Vinicio Salmi       | 5, 7-10, 11 e 14 |
| Genoa Racing            | March Engineering | Buick | G     | 88  | Tommy Byrne         | 1-5              |
| Ganassi-Stimola Racing  | March Engineering | Buick | G     | 32  | Éric Bachelart      | 1-4, 6, 10 e 12  |
| Ganassi-Stimola Racing  | March Engineering | Buick | G     | 33  | Justin Bell         | 2-4, 6-9 e 11    |
| Stuart Moore Racing     | March Engineering | Buick | G     | 35  | Marty Roth          | 1-11             |
| Stuart Moore Racing     | March Engineering | Buick | G     | 36  | Steve Shelton       | 1-2 e 8          |
| Roquin Motorsports      | March Engineering | Buick | G     | 41  | Roberto Quintanilla | 1-5, 9-12 e 14   |
| Roquin Motorsports      | March Engineering | Buick | G     | 42  | Rusty Scott         | 9 e 13           |
| Baci Racing             | March Engineering | Buick | G     | 62  | Hunter Jones        | 1-4, 6 e 8       |
| Baci Racing             | March Engineering | Buick | G     | 99  | John Brooks         | 9                |
| Essex Racing            | March Engineering | Buick | G     | 16  | Johnny O'Connell    | 2, 10 e 14       |
| Essex Racing            | March Engineering | Buick | G     | 17  | Jay Cochran         | 1-4              |
| Thieman Racing          | March Engineering | Buick | G     | 16  | Mitch Thieman       | 1-2 e 5          |
| Thieman Racing          | March Engineering | Buick | G     | 17  | Mark Ritchey        | 14               |
| Truesports              | March Engineering | Buick | G     | 16  | Colin Trueman       | 1-2 e 4-6        |
| Truesports              | March Engineering | Buick | G     | 17  | E.J. Lenzi          | 2 e 12-13        |
| White Motorsports       | March Engineering | Buick | G     | 16  | Dave Kudrave        | 1-2              |
| White Motorsports       | March Engineering | Buick | G     | 17  | John Marconi        | 14               |
| TEAMKAR International   | March Engineering | Buick | G     | 16  | Brian Bonner        | 4                |
| TEAMKAR International   | March Engineering | Buick | G     | 17  | Kenji Momota        | 1-2              |
| Cameron Motorspors      | March Engineering | Buick | G     | 16  | Bob Doricott Jr     | 14               |
| Cameron Motorspors      | March Engineering | Buick | G     | 17  | Steve Barclay       | 1                |

## Calendário
| #  | Data           | Grande Prêmio      | Circuito                                 | Local                         |
| -- | -------------- | ------------------ | ---------------------------------------- | ----------------------------- |
| 1  | 7 de Abril     | GP de Phoenix      | O Phoenix International Raceway          | Phoenix, Arizona              |
| 2  | 22 de Abril    | GP de Long Beach   | R Ruas de Long Beach                     | Long Beach, Califórnia        |
| 3  | 3 de Junho     | GP de Milwaukee    | O Milwaukee Mile                         | Milwaukee, Wisconsin          |
| 4  | 17 de Junho    | GP de Detroit      | R Renaissance Center                     | Detroit, Michigan             |
| 5  | 24 de Junho    | GP de Portland     | O Portland International Raceway         | Portland, Oregon              |
| 6  | 8 de Julho     | GP de Cleveland    | R Aeroporto de Cleveland Burke Lakefront | Cleveland, Ohio               |
| 7  | 15 de Julho    | GP de Nova Jersey  | R Meadowlands Sports Complex             | East Rutherford, Nova Jersey  |
| 8  | 22 de Julho    | GP de Toronto      | R Circuito de Rua de Toronto             | Toronto, Ontário              |
| 9  | 26 de Augusto  | GP de Denver       | R Ruas de Denver                         | Denver, Colorado              |
| 10 | 2 de Setembro  | GP de Vancouver    | R Ruas de Vancouver                      | Vancouver, Colúmbia Britânica |
| 11 | 16 de Setembro | GP de Mid-Ohio     | R Mid-Ohio Sports Car Course             | Lexington, Ohio               |
| 12 | 23 de Setembro | GP de Elkhart Lake | R Road America                           | Elkhart Lake, Wisconsin       |
| 13 | 7 de Outubro   | GP de Nazareth     | O Nazareth Speedway                      | Nazareth, Pensilvânia         |
| 14 | 21 de Outubro  | GP de Laguna Seca  | R Laguna Seca Raceway                    | Monterey, Califórnia          |

## Resultados
| #  | Grande Prêmio      | Pole position | Volta mais rápidas  | Vencedores     | Vencedores         | Info   |
| #  | Grande Prêmio      | Pole position | Volta mais rápidas  | Piloto         | Equipe             | Info   |
| -- | ------------------ | ------------- | ------------------- | -------------- | ------------------ | ------ |
| 1  | GP de Phoenix      | Mark Smith    | Paul Tracy          | Paul Tracy     | Landford Racing    | [ 13 ] |
| 2  | GP de Long Beach   | Paul Tracy    | Robbie Groff        | Paul Tracy     | Landford Racing    | [ 14 ] |
| 3  | GP de Milwaukee    | Robbie Buhl   | Ted Prappas         | Paul Tracy     | Landford Racing    | [ 15 ] |
| 4  | GP de Detroit      | Paul Tracy    | Éric Bachelart      | Tommy Byrne    | Genoa Racing       | [ 16 ] |
| 5  | GP de Portland     | Paul Tracy    | Paul Tracy          | Paul Tracy     | Landford Racing    | [ 17 ] |
| 6  | GP de Cleveland    | Paul Tracy    | Paul Tracy          | Paul Tracy     | Landford Racing    | [ 18 ] |
| 7  | GP de Nova Jersey  | Paul Tracy    | Robbie Buhl         | Paul Tracy     | Landford Racing    | [ 19 ] |
| 8  | GP de Toronto      | Ted Prappas   | Mark Rodrigues      | Paul Tracy     | Landford Racing    | [ 20 ] |
| 9  | GP de Denver       | P. J. Jones   | Mark Rodrigues      | Mark Rodrigues | McNeil Motorsports | [ 21 ] |
| 10 | GP de Vancouver    | Paul Tracy    | Marty Roth          | Vinicio Salmi  | Genoa Racing       | [ 22 ] |
| 11 | GP de Mid-Ohio     | Robbie Buhl   | Tom Christoff       | Paul Tracy     | Landford Racing    | [ 23 ] |
| 12 | GP de Elkhart Lake | Mike Snow     | Paul Tracy          | Paul Tracy     | Landford Racing    | [ 24 ] |
| 13 | GP de Nazareth     | Robbie Buhl   | Mark Rodrigues      | Robbie Groff   | Groff Motorsports  | [ 25 ] |
| 14 | GP de Laguna Seca  | Paul Tracy    | Roberto Quintanilla | Ted Prappas    | P.I.G. Racing      | [ 26 ] |

## Classificação Final

### Resultado após quatorze etapas
Para cada corrida os pontos foram premiados: 20 pontos para o vencedor, 16 para o vice-campeão, 14 para o terceiro lugar, 12 para o quarto lugar, 10 para o quinto lugar, 8 para o sexto lugar, 6 sétimo, diminuindo para 1 ponto 12º lugar. Pontos adicionais foram concedidos ao vencedor da pole (1 ponto) e ao piloto que liderou a maioria das voltas (1 ponto).
| #  | Piloto              | PHO | LBE | MIL | DET | POR | CLE | NJE | TOR | DEN | VAN | MDO | RDA | NAZ | LAG | Pts |
| -- | ------------------- | --- | --- | --- | --- | --- | --- | --- | --- | --- | --- | --- | --- | --- | --- | --- |
| 1  | Paul Tracy          | 1   | 1   | 1   | 10  | 1   | 1   | 1   | 1   | RET | 5   | 1   | 1   | 10  | RET | 214 |
| 2  | Ted Prappas         | 4   | 8   | 4   | 5   | 5   | 5   | 2   | 2   | RET | 10  | RET | RET | 3   | 1   | 135 |
| 3  | Mark Smith          | 2   | 2   | 9   | 11  | 6   | 4   | RET | 6   | 9   | 2   | RET | 3   | 5   | 5   | 128 |
| 4  | Robbie Buhl         | RET | 13  | 2   | RET | 9   | 6   | 4   | RET | 2   | 6   | 2   | 2   | 2   | RET | 118 |
| 5  | Robbie Groff        | 8   | 6   | 3   | 7   | 12  | 9   | 9   | DNS | 10  |     | 3   | 5   | 1   | 3   | 104 |
| 6  | Mike Snow           | RET | RET | 12  | 3   | 3   | 7   | 3   | RET | 8   | 12  | 6   | 8   | 9   | 2   | 89  |
| 7  | Mark Rodrigues      | 10  | RET | 7   | RET | RET | 11  | 8   | 9   | 1   | 7   | 5   | 6   | 4   | RET | 89  |
| 8  | P. J. Jones         | 13  | RET | 5   | 12  | 2   | 2   | RET | 3   | RET | 11  | RET | RET | 8   | RET | 68  |
| 9  | Vinicio Salmi       |     |     |     |     | 8   |     | RET | 4   | 3   | 1   |     | RET |     | 4   | 68  |
| 10 | Éric Bachelart      | 3   | 11  | RET | 2   |     | 3   |     |     |     | 8   |     | 4   |     |     | 63  |
| 11 | Marty Roth          | 5   | RET | RET | 6   | RET | 14  | 7   | 7   | 4   | 3   | RET |     |     |     | 59  |
| 12 | Tom Christoff       | 15  | 15  | 10  | 13  | RET | 10  | 6   | RET | 6   | 4   | 4   | 9   | 6   | 12  | 59  |
| 13 | Tommy Byrne         | 9   | 3   | 6   | 1   | 7   |     |     |     |     |     |     |     |     |     | 52  |
| 14 | Roberto Quintanilla | 16  | 14  | 11  | 15  | 11  |     |     |     | 5   | 9   | 7   | 7   |     | 6   | 38  |
| 15 | Justin Bell         |     | 9   | 13  | 4   |     | 8   | RET | 10  | RET |     | 8   |     |     |     | 29  |
| 16 | Cathy Muller        | 12  | 7   | RET | RET | RET | 12  | 5   | 5   |     |     |     |     |     |     | 28  |
| 17 | Steve Shelton       | 6   | 4   |     |     |     |     |     | RET |     |     |     |     |     |     | 21  |
| 18 | Hunter Jones        | 7   | 12  | 8   | RET |     | RET |     | 8   |     |     |     |     |     |     | 17  |
| 19 | Johnny O'Connell    |     | 5   |     |     |     |     |     |     |     | RET |     |     |     | 7   | 16  |
| 20 | Mitch Thieman       | 14  | RET |     |     | 4   |     |     |     |     |     |     |     |     |     | 12  |
| 21 | Colin Trueman       | 18  | 16  |     | 9   | 10  | 13  |     |     |     |     |     |     |     |     | 7   |
| 22 | John Brooks         |     |     |     |     |     |     |     |     | 7   |     |     |     |     |     | 6   |
| 23 | Cheryl Glass        |     |     |     |     |     |     |     |     |     |     |     |     | 7   | DSQ | 6   |
| 24 | Dave Kudrave        | 11  | 10  |     |     |     |     |     |     |     |     |     |     |     |     | 5   |
| 25 | Brian Bonner        |     |     |     | 8   |     |     |     |     |     |     |     |     |     |     | 5   |
| 26 | John Marconi        |     |     |     |     |     |     |     |     |     |     |     |     |     | 8   | 5   |
| 27 | E.J. Lenzi          |     | RET |     |     |     |     |     |     |     |     |     | RET | 11  |     | 4   |
| 28 | Mark Ritchey        |     |     |     |     |     |     |     |     |     |     |     |     |     | 9   | 4   |
| 29 | Bob Dorricott, Jr.  |     |     |     |     |     |     |     |     |     |     |     |     |     | 10  | 3   |
| 30 | Dale Evans          |     |     |     |     |     |     |     |     |     |     |     |     |     | 11  | 2   |
| 31 | Jay Cochran         | RET | RET | 14  | 14  |     |     |     |     |     |     |     |     |     |     | 0   |
| 32 | Rusty Scott         |     |     |     |     |     |     |     |     | RET |     |     |     | RET |     | 0   |
| 33 | Kenji Momota        | 17  | RET |     |     |     |     |     |     |     |     |     |     |     |     | 0   |
| 34 | Peter Lockhart      | RET | RET |     |     |     |     |     |     |     |     |     |     |     |     | 0   |
| 35 | Steve Barclay       | RET |     |     |     |     |     |     |     |     |     |     |     |     |     | 0   |
| 36 | Arthur Abrahams     | RET |     |     |     |     |     |     |     |     |     |     |     |     |     | 0   |
| #  | Piloto              | PHO | LBE | MIL | DET | POR | CLE | NJE | TOR | DEN | VAN | MDO | RDA | NAZ | LAG | Pts |

| #  | Piloto              | PHO | LBE | MIL | DET | POR | CLE | NJE | TOR | DEN | VAN | MDO | RDA | NAZ | LAG | Pts |
| -- | ------------------- | --- | --- | --- | --- | --- | --- | --- | --- | --- | --- | --- | --- | --- | --- | --- |
| 1  | Paul Tracy          | 1   | 1   | 1   | 10  | 1   | 1   | 1   | 1   | RET | 5   | 1   | 1   | 10  | RET | 214 |
| 2  | Ted Prappas         | 4   | 8   | 4   | 5   | 5   | 5   | 2   | 2   | RET | 10  | RET | RET | 3   | 1   | 135 |
| 3  | Mark Smith          | 2   | 2   | 9   | 11  | 6   | 4   | RET | 6   | 9   | 2   | RET | 3   | 5   | 5   | 128 |
| 4  | Robbie Buhl         | RET | 13  | 2   | RET | 9   | 6   | 4   | RET | 2   | 6   | 2   | 2   | 2   | RET | 118 |
| 5  | Robbie Groff        | 8   | 6   | 3   | 7   | 12  | 9   | 9   | DNS | 10  |     | 3   | 5   | 1   | 3   | 104 |
| 6  | Mike Snow           | RET | RET | 12  | 3   | 3   | 7   | 3   | RET | 8   | 12  | 6   | 8   | 9   | 2   | 89  |
| 7  | Mark Rodrigues      | 10  | RET | 7   | RET | RET | 11  | 8   | 9   | 1   | 7   | 5   | 6   | 4   | RET | 89  |
| 8  | P. J. Jones         | 13  | RET | 5   | 12  | 2   | 2   | RET | 3   | RET | 11  | RET | RET | 8   | RET | 68  |
| 9  | Vinicio Salmi       |     |     |     |     | 8   |     | RET | 4   | 3   | 1   |     | RET |     | 4   | 68  |
| 10 | Éric Bachelart      | 3   | 11  | RET | 2   |     | 3   |     |     |     | 8   |     | 4   |     |     | 63  |
| 11 | Marty Roth          | 5   | RET | RET | 6   | RET | 14  | 7   | 7   | 4   | 3   | RET |     |     |     | 59  |
| 12 | Tom Christoff       | 15  | 15  | 10  | 13  | RET | 10  | 6   | RET | 6   | 4   | 4   | 9   | 6   | 12  | 59  |
| 13 | Tommy Byrne         | 9   | 3   | 6   | 1   | 7   |     |     |     |     |     |     |     |     |     | 52  |
| 14 | Roberto Quintanilla | 16  | 14  | 11  | 15  | 11  |     |     |     | 5   | 9   | 7   | 7   |     | 6   | 38  |
| 15 | Justin Bell         |     | 9   | 13  | 4   |     | 8   | RET | 10  | RET |     | 8   |     |     |     | 29  |
| 16 | Cathy Muller        | 12  | 7   | RET | RET | RET | 12  | 5   | 5   |     |     |     |     |     |     | 28  |
| 17 | Steve Shelton       | 6   | 4   |     |     |     |     |     | RET |     |     |     |     |     |     | 21  |
| 18 | Hunter Jones        | 7   | 12  | 8   | RET |     | RET |     | 8   |     |     |     |     |     |     | 17  |
| 19 | Johnny O'Connell    |     | 5   |     |     |     |     |     |     |     | RET |     |     |     | 7   | 16  |
| 20 | Mitch Thieman       | 14  | RET |     |     | 4   |     |     |     |     |     |     |     |     |     | 12  |
| 21 | Colin Trueman       | 18  | 16  |     | 9   | 10  | 13  |     |     |     |     |     |     |     |     | 7   |
| 22 | John Brooks         |     |     |     |     |     |     |     |     | 7   |     |     |     |     |     | 6   |
| 23 | Cheryl Glass        |     |     |     |     |     |     |     |     |     |     |     |     | 7   | DSQ | 6   |
| 24 | Dave Kudrave        | 11  | 10  |     |     |     |     |     |     |     |     |     |     |     |     | 5   |
| 25 | Brian Bonner        |     |     |     | 8   |     |     |     |     |     |     |     |     |     |     | 5   |
| 26 | John Marconi        |     |     |     |     |     |     |     |     |     |     |     |     |     | 8   | 5   |
| 27 | E.J. Lenzi          |     | RET |     |     |     |     |     |     |     |     |     | RET | 11  |     | 4   |
| 28 | Mark Ritchey        |     |     |     |     |     |     |     |     |     |     |     |     |     | 9   | 4   |
| 29 | Bob Dorricott, Jr.  |     |     |     |     |     |     |     |     |     |     |     |     |     | 10  | 3   |
| 30 | Dale Evans          |     |     |     |     |     |     |     |     |     |     |     |     |     | 11  | 2   |
| 31 | Jay Cochran         | RET | RET | 14  | 14  |     |     |     |     |     |     |     |     |     |     | 0   |
| 32 | Rusty Scott         |     |     |     |     |     |     |     |     | RET |     |     |     | RET |     | 0   |
| 33 | Kenji Momota        | 17  | RET |     |     |     |     |     |     |     |     |     |     |     |     | 0   |
| 34 | Peter Lockhart      | RET | RET |     |     |     |     |     |     |     |     |     |     |     |     | 0   |
| 35 | Steve Barclay       | RET |     |     |     |     |     |     |     |     |     |     |     |     |     | 0   |
| 36 | Arthur Abrahams     | RET |     |     |     |     |     |     |     |     |     |     |     |     |     | 0   |
| #  | Piloto              | PHO | LBE | MIL | DET | POR | CLE | NJE | TOR | DEN | VAN | MDO | RDA | NAZ | LAG | Pts |

| Cor             | Resultado                            |
| --------------- | ------------------------------------ |
| Ouro            | Vencedor                             |
| Prata           | 2º lugar                             |
| Bronze          | 3º lugar                             |
| Verde           | 4º e 5º lugares                      |
| Azul claro      | 6º–10º lugares                       |
| Azul escuro     | Completou a corrida (fora do Top 10) |
| Roxo            | Não completou a corrida              |
| Vermelho        | Não se classificou (NQ)              |
| Marrom          | Retirou-se da corrida (Wth)          |
| Preto           | Desclassificado (DSQ)                |
| Vermelho escuro | Não largou (DNS)                     |
| Vermelho escuro | Abandonou a corrida (C)              |
| Vazio           | Não participou                       |